# Каменський повіт
Каменський повіт (пол. powiat kamieński) — один з 18 земських повітів Західнопоморського воєводства Польщі.
Утворений 1 січня 1999 року в результаті адміністративної реформи.

## Географія
Річки: Дзівна.

## Загальні дані
Повіт знаходиться у північно-західній частині воєводства.
Адміністративний центр — місто Камінь-Поморський.
Станом на 1.01.2008 населення становить 47 683 осіб, площа 1003,4 км².

## Демографія
Демографічні дані повіту станом на 30.06.2005:
|       | Всього | Всього | Жінки  | Жінки | Чоловіки | Чоловіки |
| ----- | ------ | ------ | ------ | ----- | -------- | -------- |
|       | осіб   | %      | осіб   | %     | осіб     | %        |
| Повіт | 47 875 | 100    | 24 427 | 51    | 23 448   | 49       |
| Міста | 25 273 | 100    | 13 115 | 51,9  | 12 158   | 48,1     |
| Села  | 22 602 | 100    | 11 312 | 50    | 11 290   | 50       |